# بارب اودسا
بارب اودسا (Pethia padamya)، گونه ای ماهی از خانواده کپورماهیان است که بومی میانمار مرکزی است. البته در برکه مصنوعی بالای آبشار آنیساکان و همچنین در قسمت های پایین رودخانه چیندوین نیز وجود دارد.  سال‌های زیادی است که بارب اودسا ماهی محبوب و شناخته شده ای در بین دوستداران آکواریوم و ماهی‌باز ها است و اغلب آن را با بارب تیک تاک تو که کمی کم رنگ‌تر است، اشتباه گرفته می‌شود، اما در نهایت در سال ۲۰۰۸ به عنوان گونه ای جداگانه به صورت علمی توصیف شد.
بارب اودسا یک ماهی کوچک با بدنی فشرده است. در بین ۲۸ نمونه بالغ (۱۲ نر، ۱۶ ماده) که در زمان توصیف گونه آن اندازه‌گیری شد، هر دو جنس نر و ماده دارای اندازه ای در حدود ۴٫۶ سانتیمتر (۱٫۸ اینچ) بودند. این گونه دارای دوشکلی جنسی است که امکان شناسایی آسان جنس نر و ماده از هم را فراهم می کند.

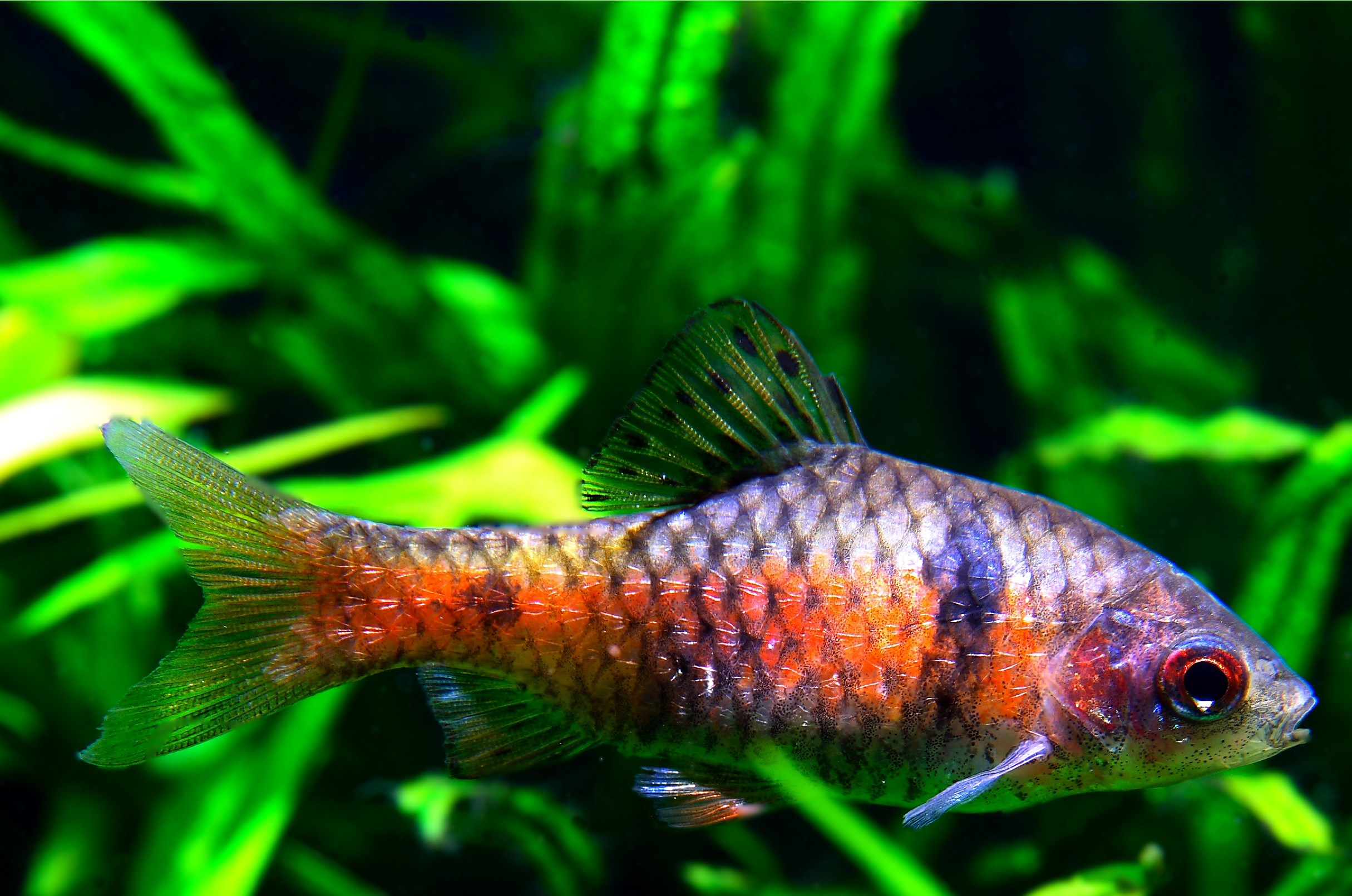
جنس نر بارب اودسا

## در آکواریوم
مانند بیشتر بارب ها، بارب اودسا یک ماهی فعال و به طور کلی صلح‌جو است که بهتر است در یک آکواریوم اجتماعی نگهداری شود. این ماهی اگر در گروه های ۵ نفره یا بیشتر نگهداری نشود می تواند نسبت به سایر جفت های آکواریوم نیمه تهاجمی شود. از آنجایی که این ماهی به سرعت شنا و حرکت میکند، بهتر است در یک آکواریوم با فضاهای باز نگهداری شود، اما فضاهای مخفی بزرگ با چوب یا گیاهان توصیه می شود، زیرا چنانچه آکواریوم بیش از حد برهنه باشد، ماهی ها تمایل به افسردگی پیدا خواهند کرد. همچنین داشتن در آکواریوم برای جلوگیری از پریدن آنها توصیه می شود چون این ماهی ها پرش کننده‌های شگفت انگیزی هستند.

## پرورش
بارب اودسا گونه ای است که بصورت پراکنده و معمولاً روی توده‌هایی از مواد گیاهی مانند خزه یا سایر گیاهان آبزی تخم‌ گذاری میکند. والدین هیچ مراقبتی از خود نشان نمی دهند و هر تخم گذاشته ای را که پیدا کنند می خورند. بچه‌‌ها معمولاً بعد از ۲۴ ساعت از تخم بیرون می آیند و در ابتدا از پلانکتون ها تغذیه میکنند.
بسته به دما، غذای ارائه شده و کیفیت آب، بچه ماهی ها پس از طی ۵ تا ۸ ماه بالغ می شود.

## همچنین ببینید
- بارب
- لیست گونه های ماهی آکواریومی آب شیرین

## مراجع
1. ↑  Singh, L. (2015). "Pethia padamya". IUCN Red List of Threatened Species. IUCN. 2015: e.T168583A70235542. doi:10.2305/IUCN.UK.2015-1.RLTS.T168583A70235542.en. Retrieved 19 July 2023.
2. ↑  Seriouslyfish: Pethia padamya.
3. 1 2  Kullander, Sven O.; Ralf Britz (October 2008). "Puntius padamya, a new species of Cyprinid fish from Myanmar" (PDF). Electronic Journal of Ichthyology. 4 (2): 56–66. Archived from the original (PDF) on 2 August 2014. Retrieved 5 November 2024.